# Riama anatoloros
Riama anatoloros — вид ящірок родини гімнофтальмових (Gymnophthalmidae). Ендемік Еквадору.

## Поширення і екологія
Riama anatoloros мешкають на східних схилах Анд та в горах Кордильєра-дель-Кондор. Вони живуть у вологих гірських тропічних лісах і хмарних лісах, поблизу струмків, трапляються на гірських луках. Зустрічаються на висоті від 1165 до 2015 м над рівнем моря.

## Збереження
МСОП класифікує цей вид як вразливий. Riama anatoloros загрожує знищення природного середовища.